# Tim Meadows
Timothy Meadows (Highland Park, 1961. február 5. –) amerikai színész, komikus és fafaragó.
A Saturday Night Live egyik leghosszabb ideig működő szereplője volt, tíz évadon keresztül szerepelt. 1993-ban Primetime Emmy-díjra jelölték a kiemelkedő írói munkájáért.

## Élete
A michigani Highland Parkban született, Mardell ápolónő asszisztens és Lathon Meadows gondnok fiaként. A detroiti Pershing High Schoolba járt, majd a Wayne State University-n televíziós és rádiós műsorvezetést tanult.
Meadows 1997-ben vette feleségül Michelle Taylort, és két közös fiuk született. 2005-ben elváltak.

## Filmjei
| Év   | Magyar cím                                         | Eredeti cím                        | Szerep                | Magyar hang        |
| ---- | -------------------------------------------------- | ---------------------------------- | --------------------- | ------------------ |
| 1993 | Csúcsfejek                                         | Coneheads                          | Atléta                |                    |
| 1993 | Wayne világa 2.                                    | Wayne's World 2                    | Sammy Davis Jr.       |                    |
| 1994 | Pat, a rejtélyes                                   | It's Pat                           | KVIB-FM állomásvezető |                    |
| 2000 | A csajozás ásza                                    | The Ladies Man (író is)            | Leon Phelps           | Holl Nándor        |
| 2003 |                                                    | Wasabi Tuna                        | Dave                  |                    |
| 2004 | Bajos csajok                                       | Mean Girls                         | Ron Duvall            | Galbenisz Tomasz   |
| 2004 |                                                    | The Cookout                        | Leroy kuzin           |                    |
| 2006 | Lúzer SC                                           | The Benchwarmers                   | Wayne                 |                    |
| 2007 | A lankadatlan – A Dewey Cox sztori                 | Walk Hard: The Dewey Cox Story     | Sam McPherson         | Epres Attila       |
| 2008 | Fél-profi                                          | Semi-Pro                           | Cornelius Banks       | Tarján Péter       |
| 2009 | Ufók a padláson                                    | Aliens in the Attic                | Doug Armstrong        | Megyeri János      |
| 2010 | Nagyfiúk                                           | Grown Ups                          | Malcolm               | Jakab Csaba        |
| 2011 | Jack és Jill                                       | Jack and Jill                      | Ted                   | Jakab Csaba        |
| 2011 | Bajos csajok 2.                                    | Mean Girls 2                       | Ron Duval             | Kapácsy Miklós     |
| 2013 | Nagyfiúk 2.                                        | Grown Ups 2                        | Malcolm               | Jakab Csaba        |
| 2015 |                                                    | Chasing Ghosts                     | Chris Brighton        |                    |
| 2015 | Kész katasztrófa                                   | Trainwreck                         | Tim                   | Jakab Csaba        |
| 2016 | Popsztár: Soha ne állj le (a soha le nem állással) | Popstar: Never Stop Never Stopping | Harry Duggins         | Kőszegi Ákos       |
| 2020 | Hubie, a halloween hőse                            | Hubie Halloween                    | Mr. Lester Hennessey  | Németh Gábor       |
| 2023 | Álmaid hőse                                        | Dream Scenario                     | Brett                 | Jámbor József      |
| 2024 | Bajos csajok                                       | Mean Girls                         | Ron Duvall            |                    |
| 2024 | A mi kis titkunk                                   | Our Little Secret                  | Stan                  | Ifj. Fillár István |

## Fordítás
- Ez a szócikk részben vagy egészben  a   Tim Meadows című angol Wikipédia-szócikk fordításán alapul.  Az eredeti cikk szerkesztőit annak laptörténete sorolja fel. Ez a jelzés csupán a megfogalmazás eredetét és a szerzői jogokat jelzi, nem szolgál a cikkben szereplő információk forrásmegjelöléseként.